# 慧然寺
慧然寺（えねんじ）は、東京都江東区にある臨済宗円覚寺派の寺院。

## 概要
1633年（寛永10年）、別伝によって開山された。
当初は赤坂にあったが、1661年（寛文元年）に現在地に移転した。
元々は「雲巌寺」という名称であったが、移転と同時に「廬村寺」に改称、1665年（寛文4年）の曹洞宗から臨済宗に転宗した際に「慧然寺」に改称した。
1869年（明治2年）、明治政府の命により「寒光寺」に改称させられた。当時、仁孝天皇（恵仁）・孝明天皇（統仁）・明治天皇（睦仁）の「恵（慧）」「統」「睦」の字を避諱の対象にしていたからといわれている。
2016年（平成28年）、もとの「慧然寺」に再改称した。改称して間もないため、旧称の寒光寺の名がよく知られている。

## 墓所
- 大相撲の年寄名跡・若藤
- 天愚孔平
- 岡田米仲
- 河出書房創業者・河出静一郎
- ブルドックソース創業者・小島仲三郎

## 交通アクセス
- 門前仲町駅6番出口より徒歩7分（経路案内）。
- 清澄白河駅A3出口より徒歩8分（経路案内）。